# Indianola (Illinois)
Indianola – wieś w Stanach Zjednoczonych, w stanie Illinois, w hrabstwie Vermilion.